# رشيد حالت
رشيد حالت ولد في سنة 1952م في ولاية تيزي وزو وهو سياسي جزائري ينتمي إلى حزب جبهة القوى الاشتراكية.

## التكوين

### تيزي وزو
وُلد رشيد حالت في سنة 1952م في قرية إيغيل إيمولا ببلدية تيزي نثلاثة، ضمن دائرة واضية، في ولاية تيزي وزو.
وقد تم في قريته الأصلية إيغيل إيمولا استنساخ بيان أول نوفمبر 1954م، وعانت هذه المنطقة جراء ذلك من تبعات انخراطها في ثورة التحرير الجزائرية.
وقد عاش رشيد حالت سنوات طفولته الأولى في قريته قرب جرجرة.
وقد شهد أحداث التمشيط والتجميع الذان كان يخضع لهما سكان قرى منطقته ليتم ترحيلهم نحو تيزي نثلاثة غير بعيد عن المرتفعات.
وكان شاهدا على تدمير قرية إيغيل إيمولا بالقنابل آنذاك بشكل فظيع ومدهش.
وكان أفراد من عائلته قد حوكموا بتهمة انتمائهم للثورة ليواجهوا قرار الإعدام من طرف الفرنسيين، ومن بينهم والد رشيد حالت.
وكان علي زعموم (1933م-2004م) من أقارب عائلة حالت، لأن عمة رشيد حالت كان لقبها زعموم.

### الجزائر
انتقل رشيد حالت في طفولته أثناء الثورة التحريرية إلى مدينة الجزائر حيث تابع كل دراسته الابتدائية، لأن والده كان عونا في ثانوية عمارة رشيد آنذاك.
فتم تسجيله بمدرسة ابتدائية في بن عكنون، ثم انتقل للسكن في باب الوادي مع عائلته.
وعلى مشارف الاستقلال الوطني الجزائري في سنة 1962م، اضطرته مرحلة اعتداءات منظمة الجيش السري إلى مغادرة مدينة الجزائر مع عائلته للعودة إلى قريته إيغيل إيمولا في منطقة القبائل، بعد تحطيم بيته العاصمي من طرف المخربين المستوطنين، إلى غاية نهاية الاعتداءات الأوروبية.
ومباشرة مع نيل الحرية والاستقلال، عاد رشيد حالت مع عائلته إلى مدينة الجزائر للسكن ومتابعة مزاولة دراسته.
فقام باجتياز امتحان السنة السادسة ابتدائي في باب الوادي أين تابع كل مراحل دراسته قبل المرحلة الجامعية.
وقد التحق رشيد حالت في سنة 1965م بثانوية الأمير عبد القادر لمتابعة دراسته الثانوية.
وكانت مرحلة مراهقة رشيد حالت فرصة سانحة له للاهتمام بمجالات لاصفية من قبيل الرياضة، الأدب، والفلسفة، كامتداد تكميلي للمعارف المدرسية.

### بومرداس
بعد نجاحه في امتحان البكالوريا أثناء سنة 1968م، التحق رشيد حالت بجامعة الجزائر أين زاول طورا جامعيا في تخصص الطب.
وعند إنهاء دراسته الجامعية وحصوله على شهادة طبيب، انخرط رشيد حالت في عالم الشغل كطبيب العمل في الشركة الوطنية للسيارات الصناعية بالرويبة.
ثم انتقل إلى العيادة متعددة التخصصات ببغلية لمزاولة نشاطه كطبيب.
وأتم بعد ذلك مساره المهني كطبيب عام في مستشفى محمد بوداود ببلدية دلس في ولاية بومرداس.

## النضال السياسي
انخرط رشيد حالت في جبهة القوى الاشتراكية في سنة 1979م.
أثناء الانتخابات التشريعية الجزائرية 2012، تم انتخاب رشيد حالت كنائب عن جبهة القوى الاشتراكية في المجلس الشعبي الوطني الجزائري عن ولاية تيزي وزو.

## الهيئة الرئاسية لجبهة القوى الاشتراكية
رشيد حالت هو عضو في الهيئة الرئاسية لجبهة القوى الاشتراكية منذ انعقاد مؤتمرها الخامس في سنة 2013.
فلقد كانت جبهة القوى الاشتراكية انتخبت يوم 25 ماي 2013م، خلال اليوم الثالث والأخير من أشغال مؤتمرها الخامس، قيادتها الجديدة المكونة من الهيئة الرئاسية التي أعضاؤها الخمسة هم: محند أمقران شريفي، علي لعسكري، عزيز بلول، وسعيدة إيشالامان.
وقد انتخب 1044 مؤتمرا بغالبية كبيرة، عبر رفع الأيدي، القائمة الوحيدة المقدمة من أجل تكوين الهيئة الرئاسية التي تضم الأسماء المذكورة، والتي من بينها رشيد حالت.

## مكتبة الصور

رمز الحركة الثقافية الأمازيغية
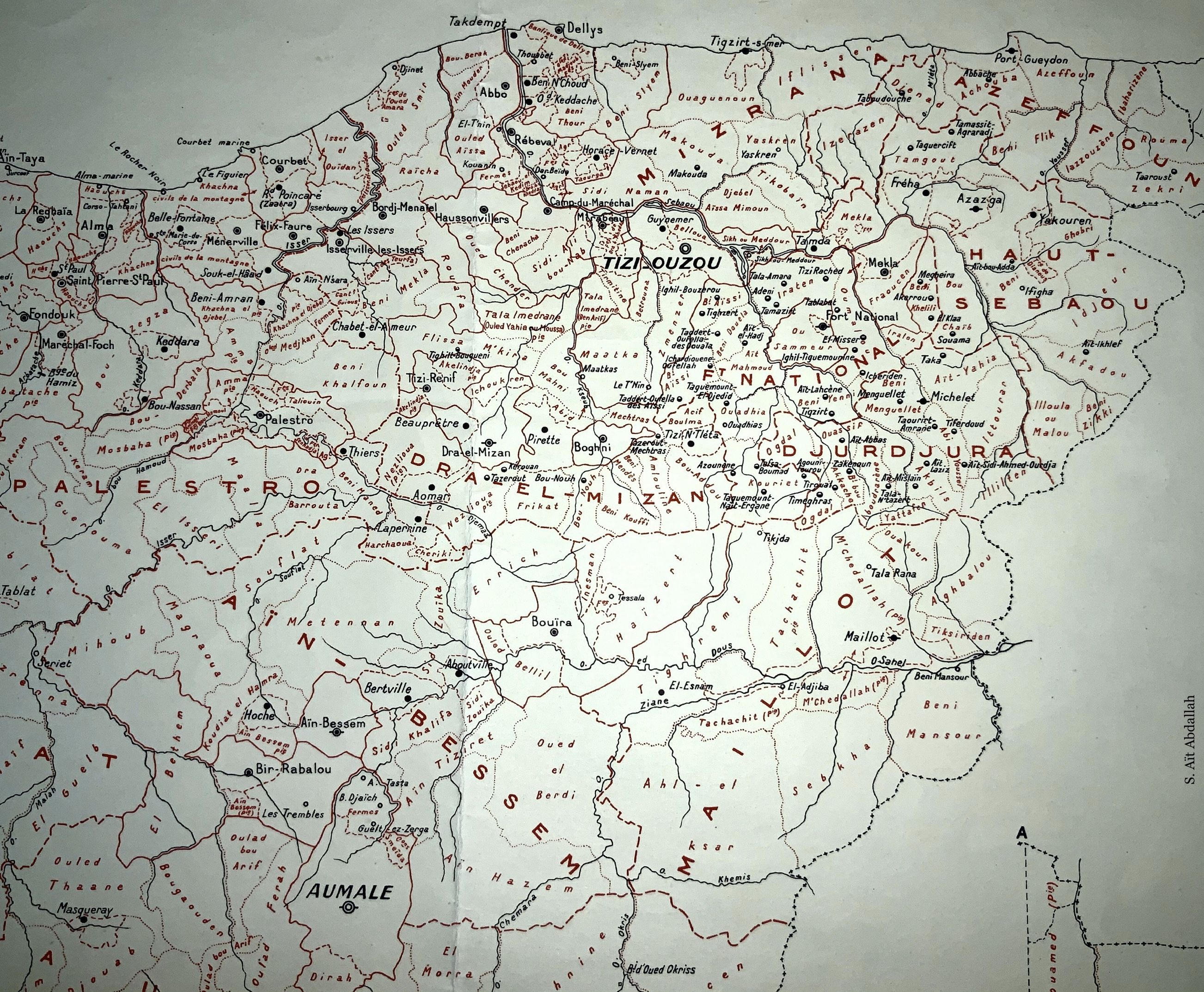
منطقة القبائل
خريطة قبيلة زواوة في منطقة القبائل
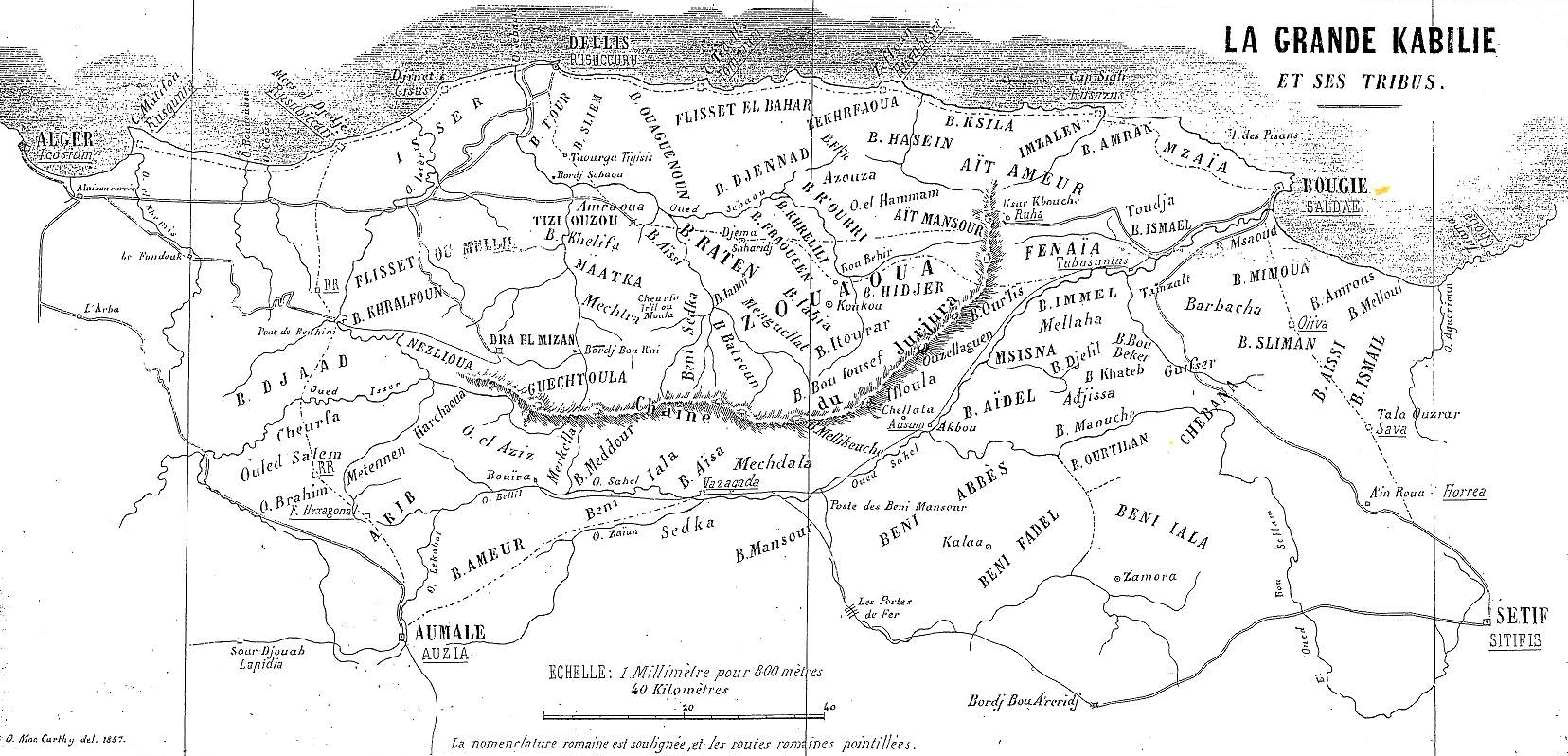
خريطة منطقة القبائل
خريطة قديمة لموقع بلاد زواوة

## إشارات مرجعية
1. ↑  L'Expression - Le Quotidien - Les ârchs, le MCB et le FFS se préparent نسخة محفوظة 11 سبتمبر 2016 على موقع واي باك مشين.
2. ↑  Mouloud Mouloudj, P/APC d’Aït Bouaddou à La DDK: “Il faut libérer l’élu local du joug de la bureaucratie” · Algérie-Politique نسخة محفوظة 21 سبتمبر 2016 على موقع واي باك مشين.
3. ↑  2010 avril · Algérie-Politique نسخة محفوظة 21 سبتمبر 2016 على موقع واي باك مشين.
4. ↑   https://web.archive.org/web/20160915163330/http://www.liberte-algerie.com/actualite/le-ffs-appelle-la-gent-feminine-a-investir-la-scene-politique-243565/pprint/1. مؤرشف من الأصل في 2016-09-15. {{استشهاد ويب}}: الوسيط |title= غير موجود أو فارغ (مساعدة)
5. ↑   https://web.archive.org/web/20160911045921/http://www.carrefourdalgerie.com/archive/pdf/2013/05/23-05-2013.pdf. مؤرشف من الأصل (PDF) في 11 سبتمبر 2016. اطلع عليه بتاريخ أكتوبر 2020. {{استشهاد ويب}}: تحقق من التاريخ في: |تاريخ الوصول= (مساعدة) والوسيط |title= غير موجود أو فارغ (مساعدة)
6. ↑  Djazairess : Les listes de candidature de plusieurs partis contestées نسخة محفوظة 14 سبتمبر 2016 على موقع واي باك مشين.
7. ↑  » Maintenance Mode نسخة محفوظة 08 يوليو 2017 على موقع واي باك مشين.
8. ↑  Djazairess : Une instance présidentielle à la tête du FFS نسخة محفوظة 06 أبريل 2018 على موقع واي باك مشين.

### مواضيع ذات صلة
- جبهة القوى الاشتراكية
- حسين آيت أحمد
- علي مسيلي
- لخضر بورقعة
- مصطفى بوشاشي
- محند أمقران شريفي
- مولود لوناوسي
- علي لعسكري
- عزيز بلول
- سعيدة إيشالامان
- نورة محيوت
- حياة مزياني
- أحمد جداعي
- محمد نبو
- كريم طابو
- الربيع الأمازيغي
- تيفيناغ
- كتابة الأمازيغية بالحرف العربي
- كتابة الأمازيغية بالحرف اللاتيني

### فيديوهات
- مائدة مستديرة لجبهة القوى الاشتراكية حول التنمية المحلية على يوتيوب.